# 269 a.C.
Il 269 a.C. (CCLXIX a.C. in numeri romani) è un anno  del III secolo a.C.

## Eventi
- Inizio della Guerra picentina fra Romani e Piceni
- La dea Roma compare per la prima volta su monete romane.
- Gerone II di Siracusa ottiene la carica di stratego. (anno incerto)

## Nati
- Attalo I, sovrano († 197 a.C.)